# Арктик-Ред-Рівер
Арктик-Ред-Рівер (англ. Arctic Red River)  — річка на північному заході Канади в Північно-Західних територіях, ліва притока річки Маккензі.

## Географія
Бере свій початок від льодовиків в північній частині гір Маккензі (67°26′49″ пн. ш. 33°44′53″ зх. д. / 67.44694° пн. ш. 33.74806° зх. д.) в Північно-Західних територіях поблизу кордону території Юкон. Довжина річки становить близько 450 км, а площа басейну дорівнює 18 800 км ². Перші 120 км тече в північно-північно-західному напрямку вздовж хребтів Бекбоун і Каньйон і спускається на 1300 метрів, потім досягає передгір'їв і тече вздовж хребтів Єллоу (англ. Yellow) і Лічен (англ. Lichen) плато Піл в глибокому каньйоне. В кінці шляху тече по долині Маккензі, перетинає Полярне коло і приймає два головних своїх притоки — Грансвік (англ. Granswick River) і Сайнвілл (англ. Sainville River). Впадає в річку Маккензі в 25 км на південь від початку її дельти і приносить велику кількість мулу.
Під час льодоходу в травні рівень води може піднятися на 10 метрів, а крига з русла Маккензі виштовхуються на 70 км вгору за течією Арктик-Ред-Ривер.

## Рослинний і тваринний світ
Велика частина гірських територій в верхів'ях річки взагалі позбавлена рослинності або покрита чахлою тундровою рослинністю — мохами, травами і зрідка зустрічаються карликовими березами. Тваринний світ представлений тонкорогими баранами, гірськими карібу, ведмедями грізлі. За багато тисячоліть річка прорізала собі глибокий каньйон, який на 100—200 метрів нижче навколишньої місцевості. Чорні сланцеві стрімчаки, оточуючі річку більшу частину шляху, зрідка сяють червоним, пурпурним і жовтим кольором. Високі кручі є ідеальним місцем для гніздування сокола-сапсана. Нижче 900 метрів виростають смерекові ліси, здатні витримувати крижаної арктичний вітер. У долині річки в більш сприятливих умови білі ялини виростають до 70 сантиметрів у діаметрі і доживають до 600 років.
У нижній частині річки в її долині мешкають американські лосі, вовк і куниці, ондатри, бобри, видри, рисі, росомахи, руді лисиці і лісові карібу. Після впадання основних приток річка є місцем нересту північній щуки, сига і миня.

## Історія
Першим європейцем на берегах річки був Александр Макензі в 1789 році, але задовго до нього кучини займалися полюванням і рибальством на цих берегах. Перші католицькі місіонери з'явилися на берегах річки в 1868 році, церква була побудована в гирлі річки в 1921 році. Торговці з Компанії Гудзонової затоки та Північної Торгової компанії заснували конкуруючі факторії в кінці 1890-х — початку 1900-х років.
Назва річки на мові гвічін означає «залізна річка». Єдиний населений пункт на річці знаходиться при впадінні Арктик-Ред-Ривер до Маккензі, у 2001 році в ньому проживало 175 чоловік.
У 1993 році річка була включена в список Системи річок канадської спадщини.